# Converse megye
Converse megye az Amerikai Egyesült Államokban, azon belül Wyoming államban található. Megyeszékhelye és legnagyobb városa Douglas. Lakosainak száma 13 751 fő (2020. április 1.). Converse megye Campbell, Weston, Niobrara, Platte, Albany, Carbon, Natrona és Johnson megyékkel határos.

## Népesség
A megye népességének változása:
| Lakosok száma | 13 817 | 13 712 | 14 006 | 14 313 | 14 236 | 13 751 |
|               | 2010   | 2011   | 2012   | 2013   | 2015   | 2020   |